# جزر الجمعية
جزر الجمعية (بالإنجليزية: Society Islands)‏ هي مجموعة من الجزر الواقعة في جنوب المحيط الهادئ. فهي من الناحية السياسية جزء من بولينيزيا الفرنسية. وهي أرخبيل يعتقد عموما أنه قد تمت تسميته من قبل الكابتن جيمس كوك تكريما للجمعية الملكية البريطانية التي كانت الراعية لأول دراسة علمية عن هذه الجزر، ولكن كوك صرح في يومياته انه سمّى الجزر بهذا الاسم «لأنها تقع متجاورة إلى بعضها البعض».

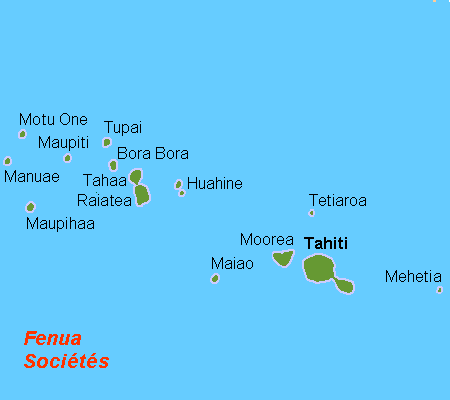
خريطة جزر الجمعية

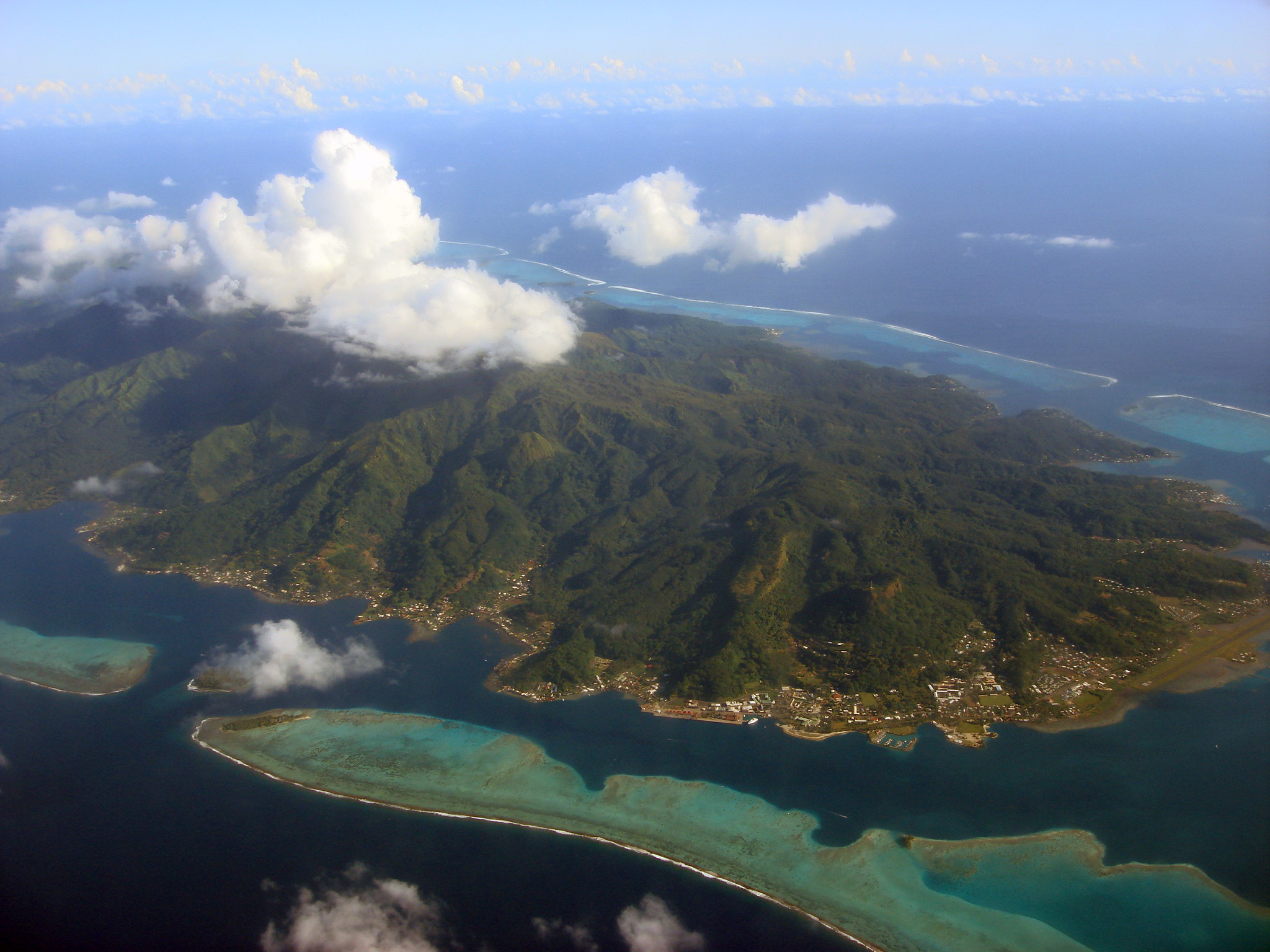
أحد الجزر.

وتنقسم هذه الجزر، سواء جغرافيا وإداريا إلى مجموعتين :
- جزر ويندوارد (الواردة من الشرق إلى الغرب)
- ميهيشا
- تاهيتي
- موريا
- ماياو
- تيشاروا
- جزر ليوارد
- هواهاين
- بورا بورا
- رايتيا
- تاها
- ماوبيتي
- توباي
- موبيليا
- سيللي
- موتو ون (Bellinghausen).

أصبحت الجزر تحت الحماية الفرنسية في عام 1843 ومستعمرة في عام 1880. يبلغ عدد سكانها 227807 نسمة (حسب تعداد آب / أغسطس 2007). وهي تغطي مساحة تبلغ 1,590 كيلومترا مربعا (610 ميل مربع). They cover a land area of 1,590 كيلومتر مربع (610 ميل2).

## وصلات خارجية
- جزر الجمعية من الفضاء